# Stångåstaden
Aktiebolaget Stångåstaden är ett kommunalt bostadsföretag, den största hyresvärden i Linköping med cirka 18 500 lägenheter, varav cirka 4 200 är studentlägenheter, under namnet Studentbostäder. Cirka 90 byggnader har ett kulturhistoriskt värde, varav de flesta ligger i stadsdelen Gamla Linköping och förvaltas av dotterbolaget Kulturfastigheter. Sammantaget innebär det att Stångåstaden äger cirka 26 procent av bostäderna i kommunen.
Stångåstadens huvudkontor ligger i den 64 meter och 19 våningar höga byggnaden, högst i Linköping, Tornet i stadsdelen Tornby. Stångåstaden är också Tornets fastighetsägare. 

## Historia
Under andra världskriget rådde en stor brist på bostäder i landet och idén om offentligt ägda bostadsbolag formades. När företag expanderade i Linköpingsområdet, framför allt SAAB, ökade befolkningen med mer än 2 000 personer om året från 1940. Året innan, 1939, motionerades det i stadsfullmäktige om att åtgärder var nödvändiga mot den snabbt växande bostadsbristen. Det ledde fram till att Råbergahus bildades den 2 oktober 1942. Syftet var att skapa goda bostäder till rimliga hyror för kommunens invånare. De första husen byggdes i Råberga året efter på det som idag är Gamla Tanneforsvägen. Eldsjälen bakom projektet var Carl Johansson. Efter en ny motion i stadsfullmäktige 1946 ombildades bolaget och fick större resurser och delvis nya uppgifter.
Den 28 december 1948 bytte bolaget namn till AB Stångåstaden.

## Kundtidning
Stångåstaden ger ut kundtidningen Välkommen Hem. Tidningen kommer ut i fyra exemplar om året, varav ett nummer delas ut till hela Linköping, det vill säga inte bara kunder. Tidningen finns även tillgänglig digitalt. 

## Bostadsområden
Stångåstaden har lägenheter i följande områden i Linköping:
- Malmslätt
- Vikingstad
- Ekängen
- Roxen Strand
- Mjärdevi
- Vidingsjö
- Åbylund
- Gottfridsberg
- T1
- Blästad
- Östra Berga
- Västra Berga
- Kungsgateområdet
- Ullstämma
- Haninge
- Vasastaden Norr
- Vasastaden Söder
- Abisko
- Jakobsdal
- Majelden
- Lambohov
- Stolplyckan
- Valla
- Linghem
- Ullevi
- Johannelund
- Eskadern
- Innerstaden
- Ryd
- Ljungsbro
- Södra Ekkällan